# Rhapsody of Fire
Rhapsody of Fire (bolje poznati samo kao Rhapsody) je talijanski simfonijski power/kršćanski metal sastav. Osnovali su ga dvojica tršćanskih glazbenika, Luca Turilli i Alex Staropoli, pod imenom Thundercross.

## Životopis
Rhapsody je 1997. godine izdao svoj debitantski album, Legendary Tales. Suosnivači, Luca Turilli i Alex Staropoli su u glazbu ukomponirali elemente barokne i klasične glazbe (Vivaldi, Bach, Paganini...), te power metala, i tako stvorili novi podvrstu metala nazvanu Hollywood metal. U godinama koje su slijedile, Turilli i Staropoli, kojima se pridružio i vokal Fabio Lione, stvaraju nove albume: Symphony of Enchanted Lands 1998. godine, Dawn of Victory 2000. godine, Rain of a Thousand Flames 2001. godine, Power of the Dragonflame 2002. godine i Symphony of Enchanted Lands II: The Dark Secret.
Luca Turilli piše stihove i gitarske riffove, a klasične kompozicije su djelo Alexa Staropolija. Stihovi uglavnom govore o vječnoj borbi dobra i zla.

## Članovi sastava
Trenutni članovi
- Roberto De Micheli - gitara
- Alessandro Sala - bas-gitara
- Alex Staropoli - klavijature
- Paolo Marchesich - bubnjevi
- Giacomo Voli - vokali

Bivši članovi
- Fabio Lione - vokali
- Cristiano Adacher - vokali
- Andrea Furlan - bas-gitara
- Alessandro Lotta - bas-gitara
- Luca Turilli - gitara
- Daniele Carbonera - bubnjevi
- Patrice Guers - bas-gitara
- Oliver Holzwarth - bas-gitara
- Tom Hess - gitara
- Alex Holzwarth - bubnjevi

## Diskografija
Studijski albumi
- Legendary Tales (1997.)
- Symphony of Enchanted Lands (1998.)
- Dawn of Victory (2000.)
- Rain of a Thousand Flames (2001.)
- Power of the Dragonflame (2002.)
- Symphony of Enchanted Lands II - The Dark Secret (2004.)
- Triumph or Agony (2006.)
- The Frozen Tears of Angels (2010.)
- From Chaos to Eternity (2011.)
- Dark Wings of Steel (2013.)
- Into the Legend (2016.)
- The Eighth Mountain (2019.)

EP-ovi
- The Dark Secret (2004.)
- The Cold Embrace of Fear – A Dark Romantic Symphony (2010.)

Koncertni albumi
- Live in Canada 2005 - The Dark Secret (2006.)
- Live - From Chaos to Eternity (2013.)
- Live in Atlanta (2014.)

Demo uradci
- Land of Immortals (1994.)
- Eternal Glory (1995.)

## Vanjske poveznice
- Rhapsody - službena stranica
- Forum  Arhivirana inačica izvorne stranice od 6. studenoga 2006. (Wayback Machine)
- Discogs
- Facebook
- YouTube
- Twitter
- Last.fm
- Rhapsody of Fire i Rhapsody na AllMusicu
- Rhapsody of Fire i Thundercross na MusicBrainzu
- Encyclopaedia Metallum
- Nuclear Blast